# 切尔西 (密歇根州)
切爾西（英語：Chelsea）是美國密歇根州沃什特諾縣的一個城市。在2020年人口普查中，人口為5,467。
2004年3月，居民以995票對226票的投票結果批准了將市鎮地位從村莊轉變為城市。居民不再像村政府那樣向鄰近的利馬和西爾萬鎮繳納財產稅。城市提供以前由村鎮政府提供的所有服務。
1. ↑  . United States Census Bureau.   [May 21, 2022]. （原始内容存档于2022-05-28）.
2. ↑  . United States Census Bureau.   [2008-01-31]. （原始内容存档于1996-12-27）.
3. ↑  美國地質調查局地名資訊系統：Chelsea, Michigan